# Gloria Leyland
Gloria Leyland era una locutora, conductora, actriz de cine, teatro y televisión, bailarina y docente de tango argentina.  Nació el 17 de junio de 1934 (89 años). Falleció el 8 de mayo de 2024. Buenos Aires, CABA, Argentina. Alcanzó la fama gracias a su talento y destacadas habilidades en el mundo artístico. A lo largo de su vida, viajó y residió en diversos países, entre ellos Brasil, Puerto Rico, España y Suecia, donde pasó la mayor parte de su vida. 

## Carrera
En cine tuvo una destacada incursión en películas como Mi Buenos Aires querido (1961) con Enzo Viena, María Luisa Robledo, Gilda Lousek y Mario Fortuna;  El octavo infierno, cárcel de mujeres (1964) con Leonardo Favio y Rosita Quintana,  Orden de matar (1965) y  Los debutantes en el amor (1969) con Enzo Viena y Amelia Bence. Trabajó bajo la dirección de grandes como Francisco Mugica, René Mugica, Román Viñoly Barreto, Leo Fleider y David Stivel.
Gracias a su sensual figura, en televisión saltó a la fama a mediados de la década del 50, cuando se integró al staff del programa La Familia GESA, compartiendo pantalla con Dringue Farías, Guillermo Brizuela Méndez, Tato Bores, Virginia Luque y Nelly Prince
. Luego participó en ciclos y ficciones como  Almacén de la alegría  (1959) con Orlando Marconi, Burbuja (1967), Ella y el amor con Floren Delbene  y Gran teatro universal (1970)
En teatro trabajó en obras como La novia de Borges, Los derechos de la mujer, Mi marido es un peligro, Boeing boeing, El profesor sexo, La sexy y el inocente y Las minas del tango, entre otras.
A fines de 1977 tras una perseguida políticamente por el régimen de aquel momento emigró hacia Malmö, en Suecia.
De profesión también profesora de tango y locutora, en 2014 recibió un premio de la Sociedad Argentina de Gestión de Actores Intérpretes (SAGAI) en un evento que se realizó con el fin de homenajear a los artistas del medio audiovisual mayores de 80 años por su trayectoria.

## Filmografía
- 1971: Bajo el signo de la patria
- 1970: Pasión dominguera
- 1970: Los herederos
- 1969: Los debutantes en el amor
- 1965: Una excursión a los indios ranqueles
- 1965: Orden de matar como Bárbara
- 1964: El octavo infierno, cárcel de mujeres como Nelly
- 1961: Mi Buenos Aires querido

## Televisión
- 1970: Gran teatro universal
- 1969: Ella y el amor
- 1967: Burbuja.
- 1959: Almacén de la alegría ( también conocido como Almacén La Familia o Almacén de las sonrisas "La familia")
- 1959/1960: La familia GESA

## Teatro
- 1962: La sexy y el inocente, con la compañía Manuel De Sabattini- Ámbar La Fox.
- 1966: Mi mujer, su perro... y yo, de Paul Frank en el Teatro Olimpo de Rosario con Hilda Rey, Ricardo Passano, Jaime Redondo, Teresa Serrador.[6]
- 1970: Boeing boeing, junto a Ernesto Bianco, María Esther Gamas, Silvina Rada, Jorge Salcedo y Enzo Viena.
- 1971: El profesor sexo, con dirección de Homero Cárpena, y las actuaciones de Antonio Luisi, Rodolfo Machado y Elvira Porcel
- 1990: La novia de Borges, una adaptación sueca de una obra de Omar Pérez Santiago, en donde encarnó a Leonor Acevedo Suárez, la madre de Jorge Luis Borges.
- 2020: Las minas del tango